# Gatunek diadromiczny
Gatunek diadromiczny, gatunek diadromowy, gatunek dwuśrodowiskowy (gr. diá '(po)przez', drómos 'bieg') – gatunek zwierzęcia wodnego odbywającego wędrówkę diadromiczną – przemieszczającego się pomiędzy wodami morskimi a śródlądowymi. Wśród gatunków diadromicznych wyróżniane są gatunki:
- amfidromiczne
- anadromiczne
- katadromiczne

Wędrówki diadromiczne odbywa wiele bezkręgowców wodnych i ryb.